# Atentado de Toranomon

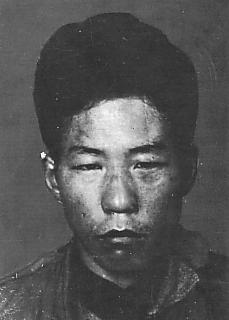
Daisuke Nanba, que intentó infructuosamente asesinar al príncipe heredero y regente Hirohito

El atentado de Toranomon o incidente de Toranomon (虎ノ門事件 Toranomon Jiken?) fue el intento de asesinato del príncipe regente de Japón, Hirohito, el 27 de diciembre de 1923 a manos del agitador comunista Daisuke Nanba.

## Atentado fallido
El intento de magnicidio sucedió en el cruce de Toranomon, situado en el centro de Tokio, entre el Palacio de Akasaka y la Dieta de Japón. El príncipe heredero y regente Hirohito se encaminaba a la Dieta para asistir a la apertura de la cuadragésimo octava legislatura cuando el joven hijo de uno de los diputados, Daisuke Nanba, disparó a su carruaje con una pequeña pistola. La bala destrozó una ventana e hirió a un chambelán, pero no alcanzó al príncipe. Los motivos de Nanba fueron tanto su ideología izquierdista como su deseo de vengar la muerte de Shūsui Kōtoku, ejecutado por su supuesto papel en el caso Kōtoku en 1910.

## Consecuencias
Nanba afirmó estar cuerdo, como así confirmó el tribunal, pero públicamente se anunció que estaba trastornado. Se lo condenó a muerte el 13 de noviembre de 1924 y fue ajusticiado dos días después.
El primer ministro Yamamoto Gonbee asumió la responsabilidad por el fallo de seguridad que había permitido el atentado y dimitió, como el resto de su gabinete y varios altos funcionarios. Lo sustituyó en el cargo Kiyoura Keigo, más conservador incluso, que formó un Gobierno únicamente con miembros de la Cámara de los Pares, sin ministros afiliados a los partidos políticos. El Gobierno utilizó el fallido atentado para justificar la aprobación de las Leyes de Preservación de la Paz en 1925.